# Taniec wyrazisty
Taniec wyrazisty, ekspresjonistyczny, ausdruckstanz (niem. „Ausdruck” – „wyrażanie”, „Tanz” – „taniec”), wolny taniec (niem. Freier Tanz) – nurt ekspresjonistyczny w tańcu powstały w latach 1920–1930 w Niemczech.
Ausdruckstanz ukształtował się w latach 20. XX wieku na gruncie ówczesnych poszukiwań nowych środków wyrazu w sztuce i nowych wartości humanistycznych. Wyrósł z poczucia zagubienia w świecie zdominowanym przez maszyny, konflikty i rodzącą się komercjalizację. Nowy rodzaj tańca, stojący w opozycji do klasycznych, skostniałych form, takich jak balet, miał odzwierciedlać „prawdziwą” ekspresję, powrót do natury, odnalezienie zagubionej tożsamości człowieka.
Ausdruckstanz eksponował indywidualne ekspresyjne możliwości tancerza, a zatem nie określił własnego programu czy ideologii i nie wypracował skodyfikowanego systemu ruchów. W okresie II wojny światowej tancerze nurtu Ausdruck współpracowali z nazistowską władzą (czego dowodem był jeszcze przed wojną występ Mary Wigman podczas ceremonii otwarcia igrzysk olimpijskich w 1936). Stało się to przyczyną odrzucenia ekspresjonizmu tanecznego po wojnie i powrotu do niebudzącego negatywnych skojarzeń baletu. Ausdruckstanz został na nowo „odkryty” dopiero w latach 60., kiedy to zainspirował artystów pokolenia Piny Bausch do wypracowania nowej formy wyrazu znanej dziś jako teatr tańca (niem. Tanztheater).

## Przedstawiciele
Jako pierwszy swój udział w tworzeniu tego stylu miał Émile Jaques-Dalcroze. Był on twórcą rytmiki, czyli inaczej systemu wychowania muzycznego. Zauważył on zależność między ekspresją ruchu a eskalacją dźwięku. Uważał, że każdy tancerz powinien wyrażać uczucia poprzez ruchy ciała. Założeniem ekspresjonizmu było jak największe wyrażanie siebie oraz swoich emocji. Zwrócono uwagę na inscenizacje. 
Jednym z przedstawicieli kierunku tańca w tym okresie był choreograf Rudolf Laban, który stworzył teorię ruchu, choreologię oraz kinetografię. Podzielił on je na trzy typy: naprężenie, pchniecie i wymach, oraz wyodrębnił trzy podstawowe składniki ruchu: czas (rytm i tempo), energię (siłę produkowaną przez mięśnie) i przestrzeń (obszar, w obrębie którego porusza się tancerz). Oprócz tego, zwrócił uwagę na emocje, które stanowiły kluczową cześć w procesie zrozumienia swojego ciała w ruchu. 
Następnym przedstawicielem była Mary Wigman. Była to tancerka, uczennica Dalceroza i Asystentka Labana, która w latach trzydziestych oraz czterdziestych uważana była za geniusza tańca niemieckiego. Założyła ona szkołę która stała się „ośrodkiem tańca wyrazistego”. W swoim tańcu dążyła do maksymalizacji swoich emocji z gestów oraz ruchów. Czerpała inspiracje ze średniowiecza, wdrażała demoniczne, groteskowe i przygnębiające scenariusze. Chciała wydobyć silne emocje poprzez dynamikę ruchów. Stworzyła „Krzyk”, „Oblicze nocy”, „Pieśni burzy”, „Siedem tańców życia”, „Ofiara”, „Wizje”, „Czarownica”, „Taniec na cześć słońca”. 
Kurt Joos był współpracownikiem i asystentem Rudolpha von Labana, który połączył jego zasady wraz z techniką klasyczną (która była zwalczana przez ekspresjonistów), przez co udało mu się stworzyć swój własny styl, nowatorskiego teatru tańca. Jego główną zasadą była wyrazistość ciała podczas ruchu tanecznego. Jednak nie miał być to jedynie stan subiektywny. Miało to być obiektywne odbieranie sygnałów emocjonalnych i przekazywanych ich przez poruszanie się. Uważał, że każde ruchy tancerza powinny mieć swoją przyczynę psychologiczną, wychodzącą z wnętrza człowieka, które są wynikiem własnych przeżyć oraz odczuć, tak aby przekazać je publiczności. Ruchy kolejnego tancerza powinny tworzyć spójną całość, dopełniającą lub kontynuującą zadanie początkującego tancerza. Wystawił „Pietruszkę”, „Tańce Połowieckie”, „Syna Marnotrawnego oraz „Bal”.